# Cabia
Cabia (Cjabie in friulano) è una frazione del comune di Arta Terme (UD) e si situa all'altezza di 753 m s.l.m.. È raggiungibile con una comoda ma ripida e molto tortuosa strada asfaltata su un percorso di circa 3 km che sale direttamente dal capoluogo (segnaletica in loco).
La sua posizione favorevole e lo splendido panorama a cavallo fra la Valle di Incarojo e quella del Bût, ne fa uno dei luoghi più interessanti della vallata.
L'ultima curva della strada che porta alla frazione offre una buona panoramica della catena del Monte Sernio, del Monte Amariana e della conca di Tolmezzo.
Il paese ha una popolazione di circa 280 abitanti, con un leggero prevalere delle femmine rispetto ai maschi. Le attività che caratterizzano la vita degli abitanti di Cabia sono
legate in minima parte all'agricoltura ed all'allevamento dei bovini che producono latte lavorato presso il caseificio "Alto-But" di Sutrio. Chi non si occupa di attività agricole, è impiegato normalmente in edilizia, nell'industria e nei servizi. In ogni caso le possibilità di impiego si trovano naturalmente altrove e richiedono dunque uno spostarsi quotidiano verso i luoghi di lavoro, in prevalenza Tolmezzo, ma anche in luoghi più distanti.
Cabia è diventata famosa negli anni passati per la sua produzione di sliwowitz (o slivovitz), un distillato ricavato esclusivamente dalle prugne che, dopo una lunga ed accurata lavorazione,
diventa un liquore assolutamente incolore e dalla trasparenza cristallina che può raggiungere la gradazione di 45 gradi alcolici. Il nome e il metodo di lavorazione dello sliwowitz provengono molto probabilmente dall'Austria e dalla Slovenia (dove viene normalmente prodotto tuttora) e da dove venne "importato" dagli emigranti che anni fa andavano in questi luoghi per lavorare nel settore edilizio e boschivo.
Tale liquore veniva prodotto da parecchie famiglie del paese, durante i mesi invernali, e ad esclusivo uso familiare. Ora vi è un solo produttore che offre un prodotto di ottima qualità e che mantiene la tradizione di tipicità di questo distillato.
L'attività culturale e di intrattenimento è svolta dal Circolo il Ferâl che, fondato nel 1996, per iniziativa di alcuni giovani del luogo, ha come scopo principale quello di mantenere, per quanto possibile, la coesione delle varie anime della comunità, fornendo un servizio sociale di alto significato. La sua attività va dall'organizzazione di gare sportive
(specialmente ciclistiche) alla celebrazione di feste tipiche del paese come quella dell'Immacolata Concezione dell'8 dicembre.
Per coloro che, specialmente durante i mesi estivi, volessero raggiungere Cabia, oltre ad un vero relax fra prati e boschi facilmente raggiungibili attraverso sentieri comodi
e facili da praticare, vi è la possibilità di visitare la Parrocchiale, ove è custodita una bella pala d'altare rappresentante una Madonna con Bambino, Sant'Antonio e San Rocco, opera del pittore Nicolò Grassi, artista locale ma di scuola veneziana del '700. La pala ha la notevole particolarità di essere l'unica opera dell'artista regolarmente firmata.